# Olimpíada de xadrez de 2006
A Olimpíada de xadrez de 2006 foi a 37.ª edição da Olimpíada de Xadrez organizada pela FIDE, realizada em Turim entre os dias 20 de maio e 6 de junho. A Armênia (Levon Aronian, Vladimir Akopian, Karen Asrian, Smbat Lputian, Gabriel Sargissian e Artashes Minasian) conquistou a medalha de ouro, seguidos da China (Bu Xiangzhi, Zhang Zhong, Zhang Pengxiang, Wang Yue, Ni Hua e Zhao Jun) e Estados Unidos (Gata Kamsky, Alexander Onyschuk, Hikaru Nakamura, Ildar Ibragimov, Gregory Kaidanov e Varuzhan Akobian). No feminino, a Ucrânia (Natalia Zhukova, Kateryna Lahno, Inna Yanovska e Anna Ushenina) conquistou a medalha de ouro seguida da Rússia (Alexandra Kosteniuk, Tatiana Kosintseva, Nadejda Kosintseva e Ekaterina Kovalevskaya) e China (Zhao Xue, Wang Yu, Shen Yang e Hou Yifan).

## Quadro de medalhas

### Aberto
| Tabuleiro   | Ouro                             | Prata                       | Bronze                      |
| 1.º         | PAK Tunveer Gillani              | PLE Evgeny Ermenkov         | MAR Hichem Hamdouchi        |
| 2.º         | AND Josep Oms Pallise            | HKG Brian Dew               | VEN Eduardo Iturrizaga      |
| 3.º         | URU Gustavo Manuel Larrea Llorca | BRA Rafael Leitão           | ESP Miguel Illescas Córdoba |
| 4.º         | CHN Wang Yue                     | CRO Robert Zelčić           | ISR Boris Avrukh            |
| 1.º res     | YEM Bashir Al-Qudaimi            | PAK Karim Amir              | IRQ Laith Ali               |
| 2.º res     | ZAM Richmond Phiri               | BRU Ak Hirawan Pg Mohd Omar | AFG Hamidullah Haideri      |
| Performance | RUS Vladimir Kramnik             | CHN Wang Yue                | FRA Étienne Bacrot          |

### Feminino
| Tabuleiro   | Ouro                        | Prata                       | Bronze                     |
| 1.º         | UKR Lubov Zsiltzova-Lisenko | IRQ Eman Hassane Al-Rufei   | VEN Saraí Sánchez Castillo |
| 2.º         | LUX Fiona Steil-Antoni      | UKR Kateryna Lahno          | RUS Tatiana Kosintseva     |
| 3.º         | UAE Nora Mohd Saleh         | UKR Inna Yanovska-Gaponenko | GEO Lela Javakhishvili     |
| res         | BLR Tatiana Berlin          | CHN Hou Yifan               | LBA Rahal Mawadda          |
| Performance | CHN Zhao Xue                | RUS Tatiana Kosintseva      | CHN Hou Yifan              |